# Nebulosa de l'Ou
La nebulosa de l'Ou (RAFGL 2688) és una nebulosa protoplanetària —un tipus de nebulosa de reflexió— a la constel·lació del Cigne. Dista uns 3.000 anys llum de la Terra, la seva velocitat d'expansió és de 20 km/s. Va ser descoberta en 1996 per Raghvendra Sahai i John Trauger del Jet Propulsion Laboratory de la NASA.
La característica més notable de la nebulosa de l'Ou és la sèrie d'arcs i cercles brillants que envolten l'estel central. En la imatge obtinguda amb el telescopi espacial Hubble es pot veure com una densa capa de gas i pols oculta l'estel, impedint que ens arribe directament la seva llum. No obstant això, aquesta llum penetra les regions menys denses de l'embolcall que l'envolta, il·luminant les capes més exteriors del gas i creant els arcs visibles.
L'embolcall entorn de l'estel és probablement un disc. Els feixos de llum que s'observen indiquen que el sistema té un moment angular, probablement generat per un disc d'acreció. Així mateix, la geometria en forma de disc explicaria la diferent grossària de l'embolcall, que d'una banda permet que la llum escape a través dels eixos del disc il·luminant les capes externes de gas, i per una altra impedeix la visió directa de l'estel quan és observada des del pla del disc. Encara que s'han confirmat discos de pols al voltant d'altres objectes post-RAG, el disc entorn de la nebulosa de l'Ou no ha estat confirmat.